# 放射化分析
放射化分析（ほうしゃかぶんせき、Activation Analysis、AA）は、放射性同位元素を利用した分析方法のひとつ。

## 概要
試料に荷電粒子、γ線、中性子などを照射し、目的とする元素を人工放射性元素に変換し、それの放射能の性質（種類や強さなど）を測定し、もとの元素の定量、定性などを行う分析法である。微量成分の分析法としてとても優れているため、よく、利用されている。

## 中性子放射化分析
中性子を用いたものはNAA（Neutron Activation Analysis）と呼ばれる。

## 実用例
- 放射年代測定
  - アルゴン - アルゴン法 40Ar/39Ar 比[1]